# Let Yemenia 626
Let Yemenia 626 byl let stroje Airbus A310-324 (imatrikulace 7O-ADJ) jemenské národní letecké společnosti Yemenia z mezinárodního letiště Saná na letiště Prince Said Ibrahim International Airport v Moroni na Komorách, který se přibližně v 1 hodinu a 50 minut místního času 30. června 2009 (22:50 UTC 29. června 2009) zřítil do moře u pobřeží Komorských ostrovů. Na jeho palubě bylo 153 lidí (142 pasažérů a 11 členů posádky). Přežila pouze jedna čtrnáctiletá dívka. Byla nalezena úplně nahá plovoucí na kusu trosek. Strávila tam více než 13 hodin bez plovací vesty. Lidé na lodi ji zachránili a dali horký nápoj a teplé deky. Přeživší Bahia Bakari strávila v nemocnici přibližně jeden měsíc.
Závěrečná zpráva stanovila jako příčinu nehody nesprávné vyhodnocení údajů indikovaných přístroji. Rovněž konstatovala, že posádka nereagovala na varování, které přístroje vydávaly.

## Průběh letu
Airbus A310-324 s registračním označením 7O-ADJ měl sériové číslo 535 byl vyroben v roce 1990. Ve službě byl 19 let a tři měsíce, v době nehody měl nalétáno více než 51 900 letových hodin při 17 300 letech.